# ژولیان موریس
ژولیان موریس (فرانسوی: Julien Morice‎؛ زادهٔ ۲۰ ژوئیهٔ ۱۹۹۱) دوچرخه‌سوار اهل فرانسه است.
از باشگاه‌هایی که در آن رکاب زده‌است می‌توان به تیم دوچرخه‌سواری دیرکت انرژی و تیم دوچرخه‌سواری ویتال کونسپت اشاره کرد.
وی در مسابقات کشوری و بین‌المللی در مجموع برندهٔ ۱ مدال برنز شده‌است.